# Minami-daitō
Minami-daitō (japanisch 南大東島, -jima/-shima, wörtlich: „Süd-Daitō-Insel“, früher: Süd-Borodino-Insel) ist die größte und bevölkerungsreichste Insel der japanischen Daitō-Inseln in der Philippinensee.

## Geographie
Die Insel liegt 9 km südlich von Kita-daitō, der zweitgrößten Insel der Inselgruppe sowie etwa 360 km östlich von Naha auf Okinawa, dem Sitz der Präfektur. Wie alle Daitō-Inseln ist auch Minami-daitō ein gehobenes Atoll mit einer steilen Kliffküste aus Kalkstein – dem ehemaligen Saumriff des Atolls – sowie einer tiefer liegenden Ebene im Inneren der Insel, in der sich heute einige kleine Seen befinden. Minami-daitō hat eine Länge von 6,54 km, einen Umfang von 21,2 km und weist eine Fläche von 30,53 km² auf. Die von einem Korallenriff umgebene Insel erreicht an der Küste eine Höhe von bis zu 75 m über dem Meer.
Administrativ gehört die Insel zur Präfektur Okinawa und bildet dort die Gemeinde Minamidaitō (南大東村).  Minami-daitō hat 1331 Einwohner (Stand: 1. März 2021), die überwiegend in einer Siedlung im Südwesten des Inselinneren leben. Im Osten befindet sich der Flughafen von Minami-daitō (南大東空港, Minamidaitō Kūkō, IATA-Code: MQD, ICAO-Code: ROMD) mit einer 1500 m langen Landebahn.

Ansichten
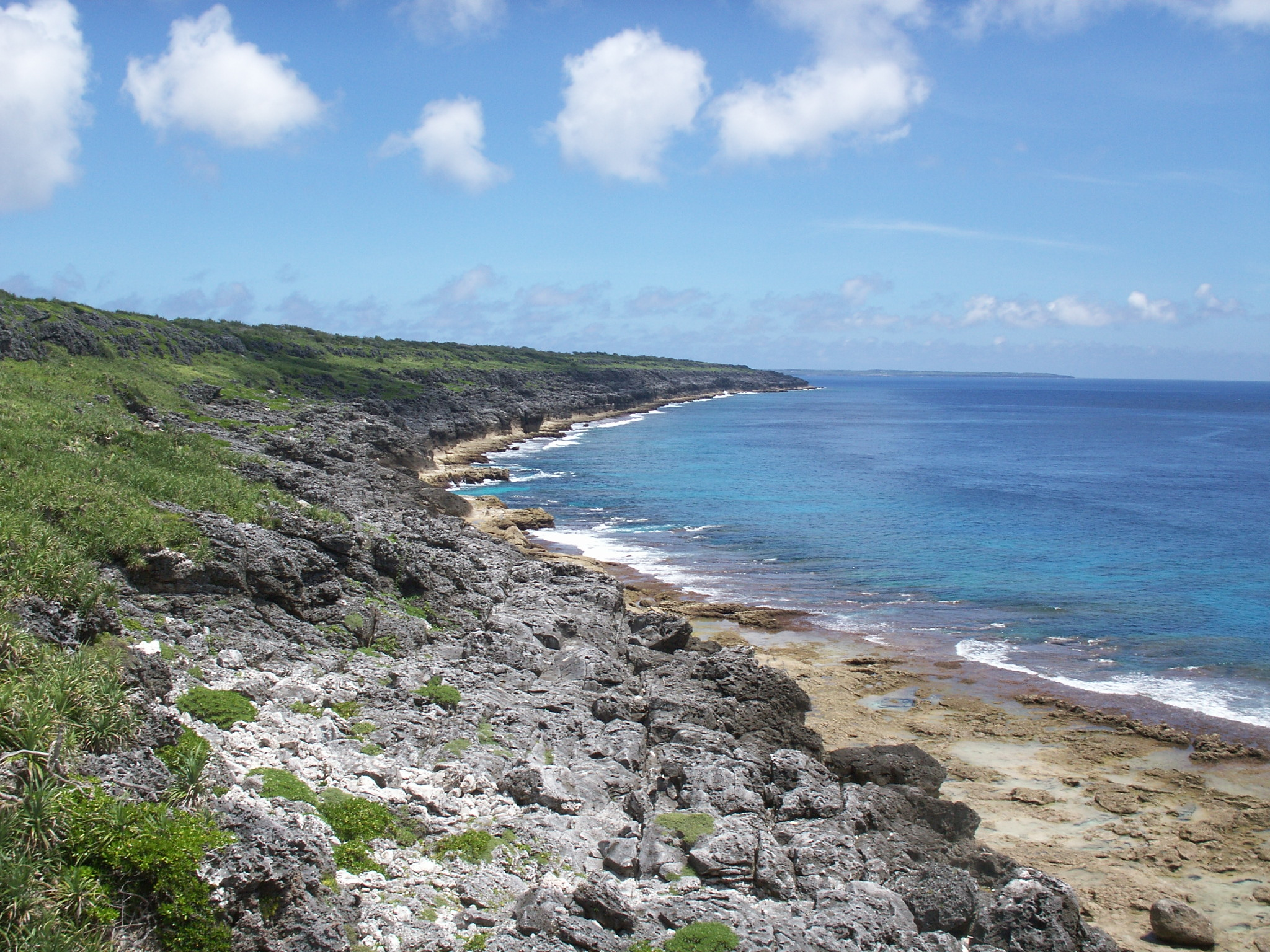
Die Steilküste von Minami-daitō
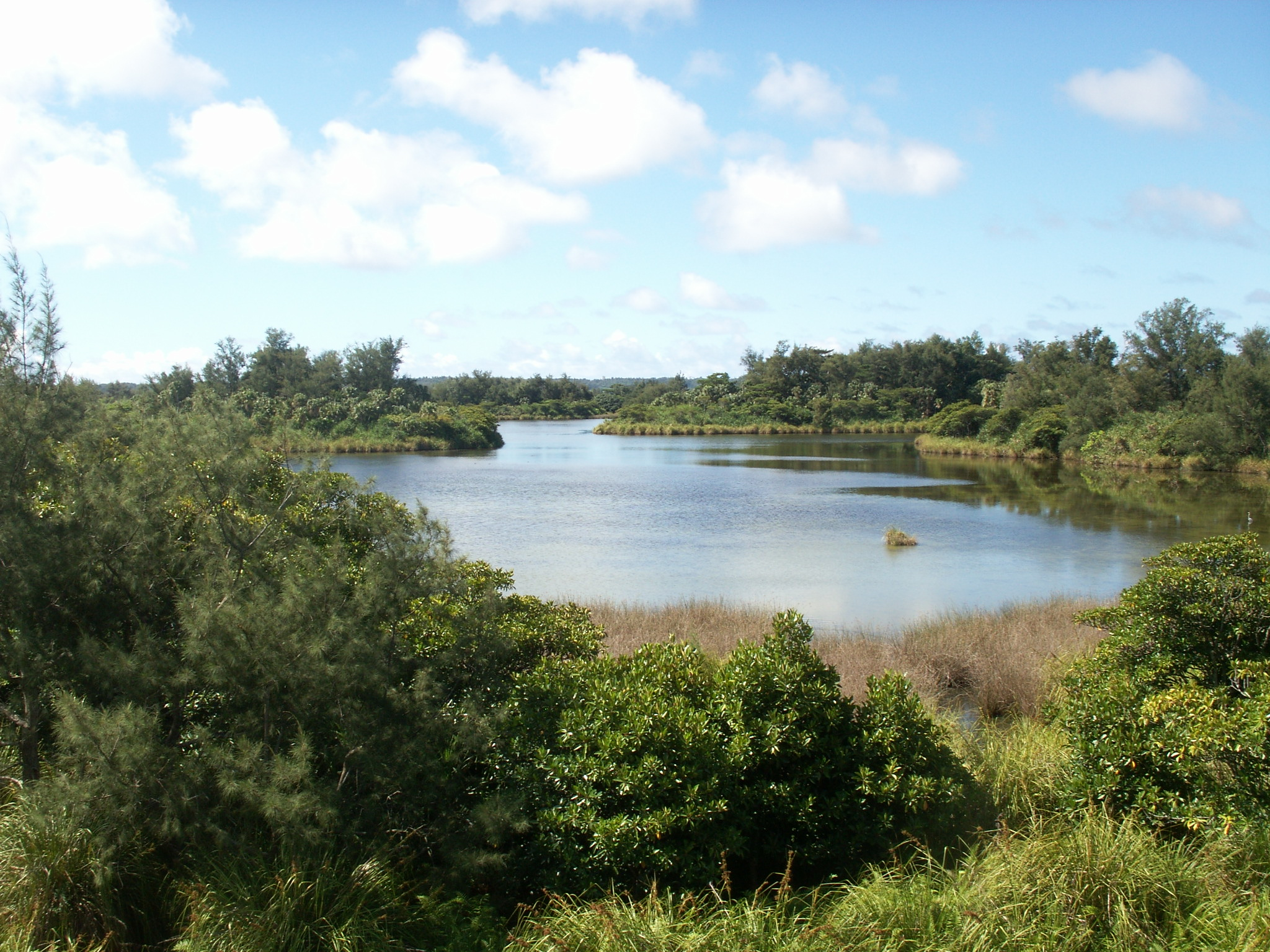
Ein Teich im tiefer liegenden Inselinneren
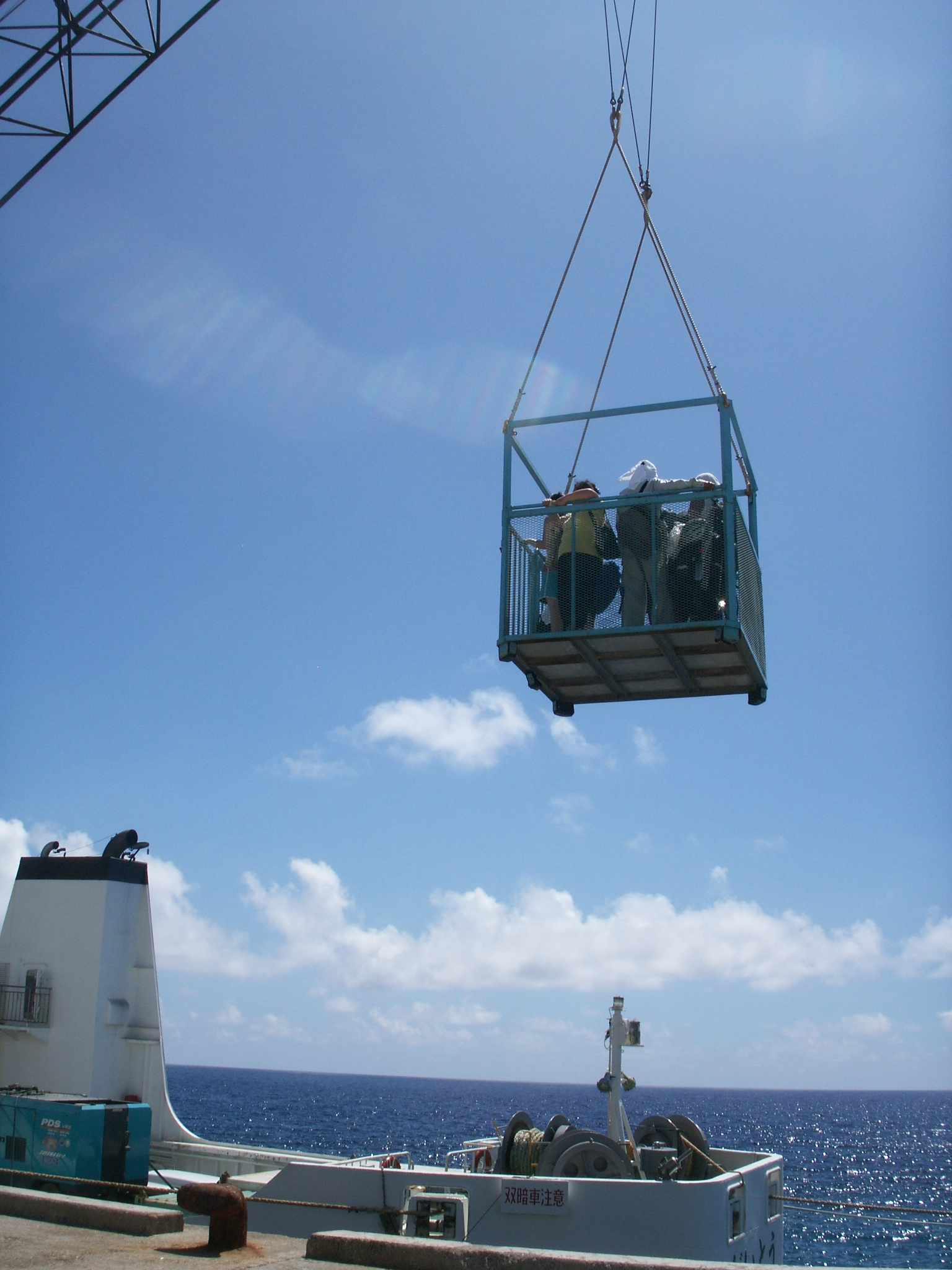
Personen und Waren müssen per Kran auf die Insel verbracht werden

## Geschichte
Möglicherweise wurden die ursprünglich unbewohnten Inseln Minami- und Kita-daitō bereits am 28. Juli 1587 vom  Spanier Pedro de Unamuno entdeckt und Islas sin Probecho getauft. Trotz falscher Koordinaten gilt eine Sichtung des britischen Kapitäns John Meares vom 5. April 1788, der die Inseln Grampus Isles taufte, als gesichert. Am 2. Juli 1820 wurden die beiden dicht beisammenliegenden Inseln vom russischen Leutnant Sachar Ponafidin wiederentdeckt, nach seinem Schiff Borodino benannt und ihre Position korrekt bestimmt. 1899 startete die japanische Besiedlung der Insel mit Einwohnern von Hachijō-jima; in der Folge begann der Abbau von Guano sowie die Urbarmachung mit dem Anbau hauptsächlich von Zuckerrohr.